# Repórter Cidadão
Repórter Cidadão foi um telejornal policial exibido pela RedeTV!. Estreou no dia 6 de maio de 2002, com apresentação de José Luiz Datena e com título de Datena Repórter Cidadão.

## História
A ideia inicial da RedeTV! era lançar um telejornal batizado de Repórter Cidadão, que teria apresentação de Jorge Kajuru e Marcelo Rezende (recém-contratado). Mas a mudança repentina de José Luiz Datena da Rede Record para a RedeTV!, causou mudança no projeto, que além de ser apresentado pelo José Luiz Datena, passou a se chamar Datena Repórter Cidadão. Na Rede Record, Datena foi substituído por Nei Gonçalves Dias.
No dia 24 de junho de 2002, José Luiz Datena abandona o RedeTV! e volta para a Rede Record. Em seu retorno a antiga emissora, é recepcionado por Nei Gonçalves Dias, com cerimônia na frente das câmeras. Marcelo Rezende assume definitivamente o Datena Repórter Cidadão que teve seu título reduzido para Repórter Cidadão.
Em fevereiro de 2004, Marcelo Rezende deixa a RedeTV! e vai para a Rede Record comandar o Cidade Alerta, que naquela altura, já não tinha mais José Luiz Datena, que foi contratado pela Rede Bandeirantes para apresentar o Brasil Urgente. Em fevereiro de
2004, Gil Gomes substitui Marcelo Rezende no Repórter Cidadão, até que a RedeTV contrata Renato Lombardi.
No dia 13 de setembro de 2004, Nei Gonçalves Dias assume o "Repórter Cidadão", depois de uma breve passagem do Vanilton Alves Pereira, o Jacaré pelo telejornal.
Em 19 de agosto de 2005, a RedeTV! decide tirar do ar o Repórter Cidadão, que é substituído pelo programa Vídeo Adrenalina. Nei Gonçalves Dias assume o Notícias do Brasil por um período, até se desligar da emissora em 31 de março de 2006.

## Caso Belo
No dia 1 de junho de 2002, o então na época Datena Repórter Cidadão de José Luiz Datena e Cidade Alerta de Ney Gonçalves Dias se envolvem em uma confusão envolvendo o caso do cantor Belo, que era procurado pela polícia sob suspeita de envolvimento com o narcotráfico.
Nei Gonçalves Dias disse em seu Cidade Alerta, que recebeu uma ligação do empresário do cantor, o Hamilton Pereira, dizendo que Belo estaria se entregando em um distrito policial em São Paulo. Na mesma hora, o José Luiz Datena em seu telejornal na RedeTV!, recebeu um telefonema desmentindo a história veiculada pela outra emissora.
No domingo dia 9 de junho de 2002, a RedeTV! levou ao ar duas edições extras do Datena Repórter Cidadão, uma das 13h53 às 15h48 e outra edição das 16h50 às 17h45, exibindo uma gravação de uma conversa entre Belo e seu ex-advogado Silvio Guerra, que propunha o pagamento de propina a dois integrantes da polícia. Datena entrevistou os policiais envolvidos e o advogado Silvio Guerra, que confessa a Datena que as acusações contra os policiais eram para pressionar Belo para que este lhe pagasse os honorários.